# オーランド社会民主党
オーランド社会民主党（オーランドしゃかいみんしゅとう、スウェーデン語: Ålands Socialdemokrater）は、オーランド諸島の政党。